# Dudu (football, 1993)
Pour les articles homonymes, voir Dudu.
Carlos Eduardo Bendini Giusti, plus connu sous le nom de Dudu, est un footballeur brésilien né le 27 avril 1993 à São Paulo. Il évolue au poste de défenseur.

## Biographie
Dudu joue au Brésil, en Autriche, et au Japon.
Il dispute les quarts de finale de la Ligue des champions d'Asie en 2015 avec le Kashiwa Reysol et en 2017 avec le Kawasaki Frontale.

## Palmarès
- Finaliste de la Coupe du Japon en 2016 avec le Kawasaki Frontale
- Championnat du Japon en 2017